# Brévillers (Somme)
Brévillers (picardisch: Brévilé) ist eine nordfranzösische Gemeinde mit 116 Einwohnern (Stand 1. Januar 2022) im Département Somme in der Region Hauts-de-France. Die Gemeinde gehört zum Kanton Doullens und ist Teil der Communauté de communes du Territoire Nord Picardie.

## Geographie
Die Gemeinde liegt rund drei Kilometer nordwestlich von Lucheux an der Départementsstraße D200, die von Lucheux in Richtung Le Souich im Département Pas-de-Calais führt, an der historischen Grenze der Picardie zum Artois.

## Einwohner
| 1962 | 1968 | 1975 | 1982 | 1990 | 1999 | 2006 | 2010 |
| ---- | ---- | ---- | ---- | ---- | ---- | ---- | ---- |
| 68   | 60   | 52   | 63   | 74   | 87   | 101  | 105  |

## Verwaltung
Bürgermeister (maire) ist seit 2001 Élie Cabuzel.